# Göran de Maré
Jacques Göran Magnus de Maré, född den 4 december 1904 i Göteborg, död där den 23 september 1974, var en svensk läkare. Han var son till Sam de Maré, tvillingbror till Ernst de Maré och far till Stefan de Maré.
de Maré blev överläkare vid öron-, näs- och halskliniken på Karlstads lasarett 1945 och var chefsläkare där 1963–1970. Han publicerade skrifter rörande öronsjukdomar och hörselundersökning. de Maré blev riddare av Nordstjärneorden 1957. Han vilar på Kvibergs kyrkogård.